# Gloeden (Adelsgeschlecht)
Gloeden ist der Name eines alten mecklenburgischen sowie eines nicht stammverwandten, wappenverschiedenen uckermärkischen Adelsgeschlechts. Beide Familien haben sich in der Mark Brandenburg und Mecklenburg, aber vor allem in Vorpommern ausgebreitet. Sie sind allgemein und insbesondere im Güterbesitz schwer gegeneinander abzugrenzen.

## Geschichte

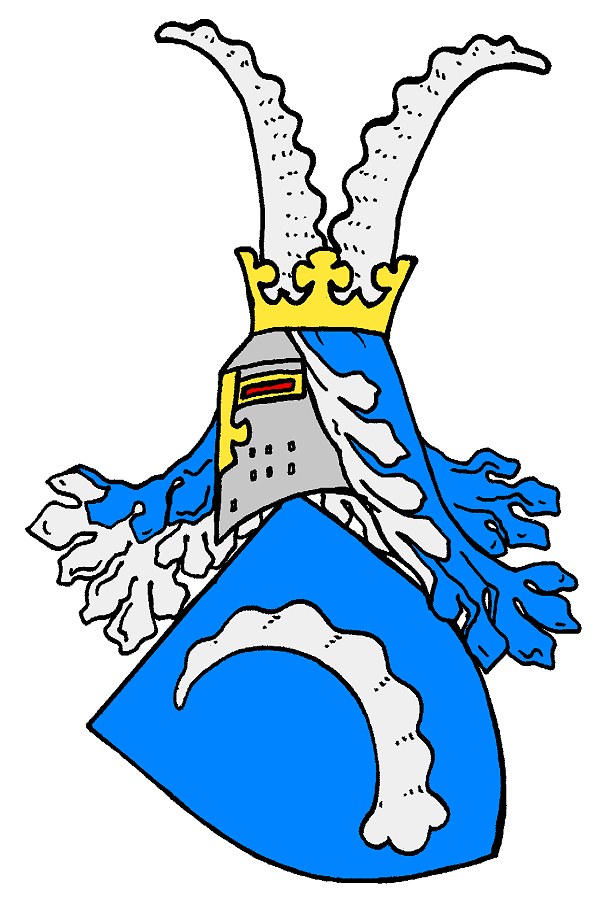
Wappen derer von Gloeden aus Mecklenburg

### Mecklenburg
Die mecklenburgischen von Gloeden erscheinen nach jüngerer Forschung erstmals urkundlich mit Ritter Widemannus Glode († nach 1307) am 28. Oktober 1276 bei einer Schenkung des Herzog Barnims an die Stadt Greifswald. Bis in das 19. Jahrhundert wurde das erste Erscheinen der Familie im Jahre 1226 mit Rambertus Gloeden festgelegt, der im Fundationsbrief der Güstrower Domkirche erwähnt wird. Stammsitz der Familie war Roggenhagen im Stargarder Land das bis um 1700 im Besitz der Familie blieb.
Eine Linie breite sich nach der Hansestadt Lüneburg aus. Die Stammreihe dieser Linie begann mit Wichmann, Bürgermeister in Neuruppin, dessen Sohn Georg 1490 ebenfalls Bürgermeister in Neuruppin war sowie Herr auf Dreskow war. Hier ist der Grabstein eines Martin von Gloeden erhalten. Dieser studierte 1490/91 in Rostock, wurde Doktor der Rechte und begab sich nach Lüneburg, wo er zunächst Syndikus und 1516 auch Sülfmeister wurde. Er war Erbherr auf Hasenwinkel, Embsen und Putensen und verstarb ebd. am 23. September 1524. Mit seinem Enkel, Anton von Gloeden, der am 4. September 1578 den Freitod wählte und vormals nach Studien in Rostock, Wittenberg und Frankfurt 1557 Sülfmeister wurde, zudem Erbherr auf Ochtmissen, Embsen und Putensen war, ist die Lüneburger Linie im Mannesstamm erloschen. Er hinterließ nur eine Tochter Katharina (* 11. Mai 1576), welche 1594 zunächst an Kasper Laffert und ein weiteres Mal 1615 an Georg von Tzerstede vermählt wurde.
Im Jahre 1523 hatte Henning Glode für die Familie die Union der mecklenburgischen Landstände mit gezeichnet.
Um 1630 erwarb Bernhard von Gloeden das Gut Flemsdorf bei Angermünde. Bereits sein Sohn Bernhard Christoph von Gloeden († 1699) beschloss jedoch diese uckermärkische Linie wieder.
Mit Felix Heinrich von Gloeden († 1700) der in der zweiten Hälfte des 17. Jahrhunderts anteiligen Gutsbesitz an Gribow und Balitz erwarb und iam 25. Januar 1700 darüber Belehnung erhielt, machte sich die Familie in Schwedisch-Pommern sesshaft. 1776 erwarb Christian Ludwig von Gloeden (1739–1782) das Gut Willerswalde, welches 1815 an die von Buggenhagen verkauft wurde. Auf dem schwedischen Landtag waren die von Gloeden in die 3. Klasse der Ritterschaft (Nr. 9) eingruppiert. Hans Felix Conrad von Gloeden (1771–1840) vergrößerte durch Zukauf sein Gut Balitz, so dass es mit Genehmigung der Regierung in Glödenhof umbenannt wurde. Carl Felix Wilhelm von Gloeden (* 1798; † nach 1842) der ihm in den Besitz nachfolgte war außerdem noch zu Dreetz bei Deutsch Krone in Westpreußen begütert.
Ab der Mitte des 18. Jahrhunderts hat die Familie vier Töchter aus dem Hause Roggenhagen als Konventualinnen in das Kloster Dobbertin entsandt. Von Johanna Agnes von Gloeden (1723–1791), welche an die 30 Jahre im Konvent war, ist der von ihrem verwandten, dem Templiner Prälaten von Arnim, gestiftete Grabstein auf dem Klosterfriedhof Dobbertin noch erhalten. Johanna Wilhelmina Philippina von Gloeden († 1882) war die jüngste und letzte Konventualin aus der Familie in Dobbertin.
Im 19. Jahrhundert war ein Teil der Familie in Mecklenburg bedienstet. So war der Vater des Wilhelm von Gloeden Förster zu Volkshagen, ab 1856 Inspektionsbeamter und Forstmeister in Dargun. Der Onkel von Wilhelm, Iwan von Glöden war Privatdozent an der Universität Rostock, Autor und Herausgeber einer konservativen Zeitung.

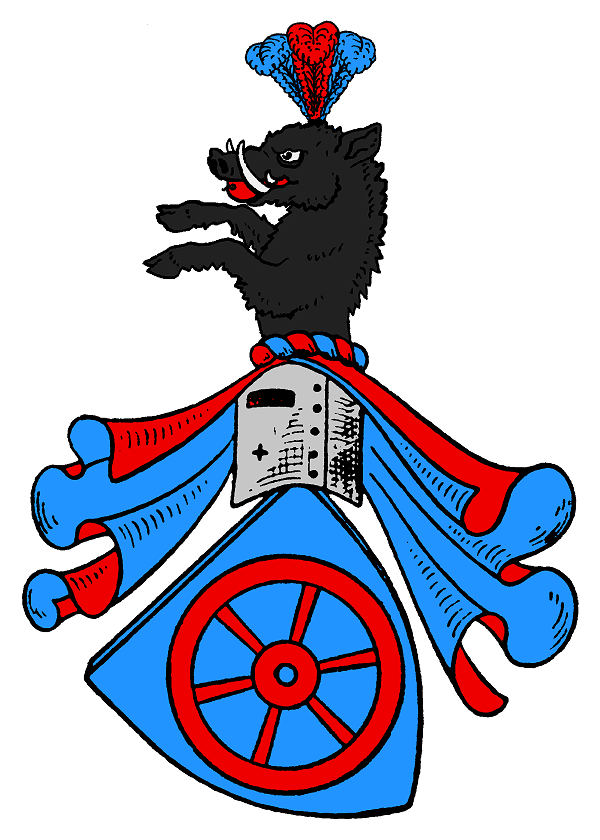
Wappen derer von Gloeden aus der Uckermark

### Uckermark
Die uckermärkischen von Glöden, ursprünglich Glughen oder Glügen, traten urkundlich zuerst im Jahre 1375 mit den Brüdern Hyneke, Roderich und Ulrich, Erbherren auf Lübbenow, Cremtzow, Schapow und Tornow, alle im Kreis Prenzlau gelegen auf.
Die Familie hat mit Auszeichnung in der Preußischen Armee gedient. Besonders hervorzuheben als ranghöchster Offizier der Familie ist der preußische Generalmajor Otto Leopold Ehrenreich von Gloeden (1731–1801).
Im 19. Jahrhundert war ein Teil der Familie in Mecklenburg bedienstet. So war der Vater des Wilhelm von Gloeden Förster zu Volkshagen, ab 1856 Inspektionsbeamter und Forstmeister in Dargun. Der Onkel von Wilhelm, Iwan von Glöden war Privatdozent an der Universität Rostock, Autor und Herausgeber einer konservativen Zeitung.
Mit dem königlich preußischen Kriegs- und Steuerrat Gustav Wilhelm Carl von Gloeden (* 1750 in Gollnow; † 5. Mai 1817 in Berlin), welcher sich in Ruhrort mit Wilhelmine Dorothea von Koehler vermählte, gelangte eine Linie an den Rhein. Er hatte in dieser Ehe sieben Kinder. Sein Sohn Olivier von Gloeden (27. Nov. 1790 in Ruhrort; † 1825 in Wesel) war Hauptzollamtsinspektor in Wesel. Dieser Generation gehörte auch sein Bruder, der Landbauinspektor Otto von Gloeden (1788–1840) an. Er wurde Herr auf den Gütern Veen und Haag bei Xanten und arbeitete mit Karl Friedrich Schinkel bei der Neuanlage der Stadt Büderich am Rhein zusammen. Ottos Sohn, Sylvester von Gloeden (1826–1904), erbte zwar die väterlichen Güter, kehrte dennoch 1855 durch Heirat mit Clara Caroline von Eickstädt nach Vorpommern zurück. Dessen Sohn Benno von Gloeden (* 1858; † nach 1938) diente als preußischer Leutnant im 2. Hanseatischen Infanterie-Regiment Nr. 76 und veröffentlichte Gedichte und Erzählungen. Carl Gustav Wilhelm von Gloeden heiratete nach der Trennung von Dorothea von Koehler seine zweite Frau Florentine von Schultz aus dem Hause Witten am 4. Oktober 1812 in Berlin. Weiter bekannte Kinder aus erster Ehe sind Eduard von Gloeden (* 8. Juli 1801 in Dümpten; † 1. November 1861 in Bützow) und Friedrich Magnus Alexander von Gloeden (* 1809 in Berlin; † 9. Juni 1872 in Gräfrath), die beide unbeanstandet den Freiherrntitel führten.
Dem preußischen Leutnant a. D. Heinrich Anton von Gloeden aus Berlin wurde wegen Entwendung einer Uhr 1812 bzw. 1818 der Adelstand in Preußen aberkannt, woraufhin dessen Ehefrau König Friedrich Wilhelm III. in einem Brief einen Doppelsuizid ankündigte.
Das Immediatgesuch des preußischen Premierleutnants a. D., zuletzt Kompanieführer im I. Bataillon des Königsberger 1. Landwehr-Regiments, Herr auf Steinbeck im Kreis Königsberg und Domänenpächter zu Cayman im Kreis Labiau, Johann Eduard Adolf Glede (1804–1887), zur Gestattung der Führung des Adelsnamens und Wappens, seiner angeblichen Vorfahren derer von Gloeden wurde 1856 vom Heroldsamt abgelehnt.

## Wappen

### Wappen von Gloeden (Mecklenburg)
Das Stammwappen zeigt in Blau ein silbernes Widderhorn. Auf dem Helm mit blau-rot-goldenen Decken zwei auswärtsgekehrte Widderhörner.
Zedlitz berichtet noch von diesen Varianten: die von Gloeden auf Rungenhagen führen im blauen Felde ein silbernes breites Horn. Eine andere Variante zeigt im blauen Schild ein silbernes Gemsenhorn und auf dem Helm wachsen aus einem Bund zwei solche Gemsenhörner. So zeigt es auch Bagmihl, während bei Siebmacher das Widderhorn blau, und der Schild silbern ist. Ebenso sind dort die Helmhörner blau dargestellt, mit der Anmerkung, die Helmzierdarstellung variiere.

### Wappen von Gloeden (Uckermark)
Das Stammwappen zeigt in Blau ein rotes Rad. Auf dem Helm mit rot-blauen Decken ein wachsender natürlicher Eber, einen natürlichen Apfel im Maul tragend, der Kopf mit drei (blau, rot, blau) Pfauenfedern bestückt. Die uckermärkischen von Glöden führen also dasselbe Wappen wie die neumärkischen von Uchtenhagen. Eine augenfällige Wappenähnlichkeit der uckermärkischen von Gloeden mit den von Uchtenhagen, von Jagow und den Stülpnagel macht bei der gemeinsamen Herkunftsregion eine Stammesverwandtschaft wahrscheinlich.
Zedlitz berichtet noch von diesen Varianten: Schild quadriert: Die Felder 1 und 4 sind golden, 2 und 3 blau. In der Mitte liegt ein alle vier Felder berührendes goldenes Rad. Auf dem gekrönten Helm steht ein silberner Eber. Eine andere Variante dieser Familie zeigt einen in der oberen Hälfte blauen, unten silbern-rot geteilten Schild mit dem oben erwähnten Rad belegt. Auf dem Helm ist ein von drei silbernen Wurfspießen in den Kopf getroffenes Stachelschwein dargestellt.
Unter dem Namen von der Glöden gebe Hasse denselben Wappenschild, jedoch stehe auf dem Helm ein brauner Fuchs, der das Rad zwischen den Zähnen halte. Derselbe sei mit drei goldenen Kornähren besteckt.
Bei Siebmacher ist das Rad sechsspeichig und silbern im blauen Schild dargestellt. Auf dem Helm mit blau-silbernen Decken ein schwarzes wachsendes Wildschwein, der Kopf mit drei (schwarz, silbern, schwarz) Straußenfedern besteckt, im Maul an grün beblättertem Stängel einen Apfel haltend, der sowohl rot als auch golden dargestellt wurde.
Der Keiler, der also auch in ganzer Figur und auch silbern vorkommt, kann bei charakteristisch ausgeprägten Rückenborsten leicht mit einem (bei den gloedenschen Wappendarstellungen ebenfalls vorkommenden) heraldischen Stachelschwein oder Igel, unter Umständen auch mit einem Dachs, verwechselt werden, wie die Helmzieren bei den von Jagow und Stülpnagel vorkommen, die alle ebenfalls ein rotes Rad -allerdings auf silbernem Grund- führen. Dafür sprechen auch die bei den Gloeden wie bei den Jagow vorkommenden Wurfspieße am Kopf. Die Blaue Einfärbung des Gloedenschen Schildes kann dabei ein tradierter Irrtum sein, der daher rühren kann, dass bei farbigen Wappendarstellungen für Silber teilweise tatsächlich Silber verwandt wurde, das nach Oxidation eine bläuliche Farbe annehmen kann.

## Besitz

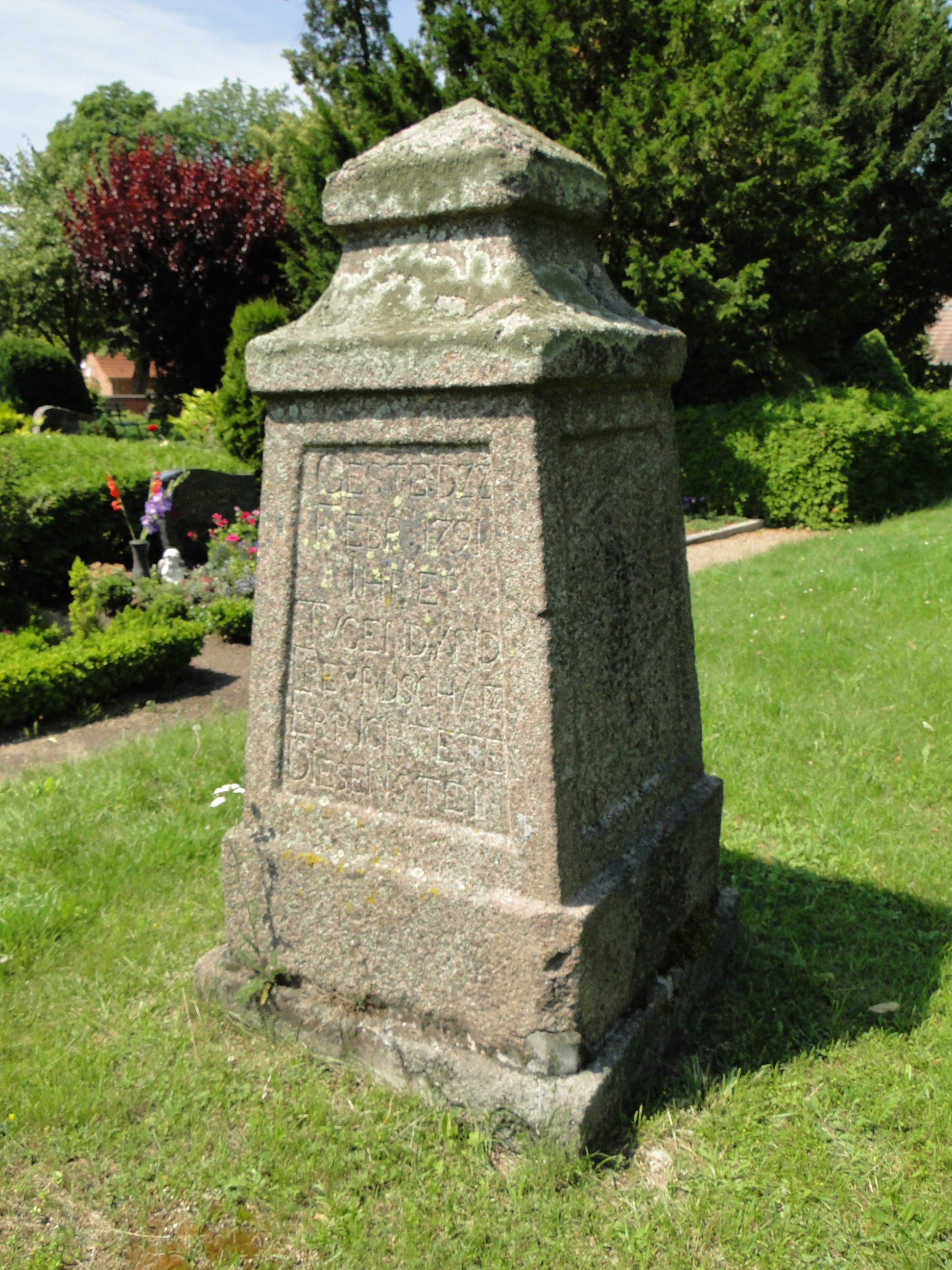
Granit-Grabstein von Johanna Agnesa von Gloeden (1723–1791) auf dem Klosterfriedhof Dobbertin

Zum historischen Güterbesitz beider Geschlechter lässt sich auf Basis der abgebildeten Forschungsgeschichte nur versuchsweise ein grober Gesamtüberblick geben. 
Gutsbesitz der den von Glöden mit dem Horn im Wappen zugeordnet wurde
- Mecklenburg: Brunn, Dudow, Gramelow, Nevelin, Roggenhagen, Trollenhagen
- Pommern: Balitz, Glödenhof, Gribow, Reudin, Rubkow, Willerswalde,
- Brandenburg: Flemsdorf
- Westpreußen: Dreetz

Gutsbesitz der den von Glöden mit dem Rad im Wappen zugeordnet wurde
- Brandenburg:
  - Uckermark: Cammersdorf, Cremtzow, Falkenhagen, Lemmersdorf, Lübbenow, Schapow und Tornow
  - Neumark: Pitzerwitz, Stennewitz
- Mecklenburg: Kreckow, Hohenkirchen (von 1846 bis 1851 im Familienbesitz)[11]
- Pommern: Clempenow, Kletzin, Parlin, Tensin, Preetzen, Schmagerow
- Rheinland: Veen und Haag[6]

## Bekannte Familienmitglieder
- Otto Leopold Ehrenreich von Gloeden (1731–1801), preußischer Generalmajor und Ritter des Ordens Pour le Mérite[12]
- Otto von Gloeden (1788–1840), deutscher Architekt
- Eduard von Glöden (1801–1861), Freimaurer und Kunstsammler
- Iwan von Glöden (1815–1850), deutscher Rechtswissenschaftler und konservativer Publizist
- Falkow von Gloeden (1849–1885), deutscher Korvettenkapitän und letzter Kommandant der Augusta[6]
- Wilhelm von Gloeden (1856–1931), deutscher Fotograf